# Paulette Fouillet
Paulette Fouillet est une judokate française née le 30 juin 1950 à Angers et décédée le 25 juillet 2015 à Saint-Jean-de-Linières. Elle compte à son palmarès trois titre européens et quatre titres de championne de France entre 1974 et 1980. Elle a  été nommée au grade de 8e dan de judo.

## Biographie
- Grade: Ceinture Blanche-rouge 8e DAN[6].

## Palmarès international
| Année | Compétition           | Lieu     | Résultat | Catégorie         |
| ----- | --------------------- | -------- | -------- | ----------------- |
| 1974  | Championnats d'Europe | Gênes    | 1re      | Toutes catégories |
| 1974  | Championnats d'Europe | Gênes    | 2e       | Moins de 66 kg    |
| 1975  | Championnats d'Europe | Munich   | 1re      | Moins de 66 kg    |
| 1975  | Championnats d'Europe | Munich   | 2e       | Toutes catégories |
| 1976  | Championnats d'Europe | Vienne   | 1re      | Moins de 66 kg    |
| 1978  | Championnats d'Europe | Cologne  | 3e       | Moins de 66 kg    |
| 1980  | Championnats d'Europe | Udine    | 2e       | Plus de 72 kg     |
| 1980  | Championnats d'Europe | Udine    | 3e       | Toutes catégories |
| 1980  | Championnats du monde | New York | 2e       | Plus de 72 kg     |
| 1980  | Championnats du monde | New York | 2e       | Toutes catégories |